# Bogoslovska smotra
Bogoslovska smotra (Ephemerides Theologicae Zagrabienses) hrvatski je teološki znanstveni časopis Katoličkog bogoslovnog fakulteta Sveučilišta u Zagrebu. Nakladnik časopisa je Kršćanska sadašnjost.

## Povijest
Bogoslovsku smotru pokrenuo je Josip Pazman 1910. godine u suradnji s Edgarom Leopoldom kao poseban prilog Katoličkoga lista. Prve dvije godine su pokretači ujedno i urednici časopisa. Od trećega godišta Bogoslovsku smotru uređuju profesori Josip Pazman i Fran Barac, sve do 1919., kada su zbog poratnih neprilika izašla samo dva broja, i potom je prestala izlaziti.
Istom 1923. godine počinje Bogoslovska smotra (Ephemerides theologicae) ponovno izlaziti kao glavno glasilo Hrvatske bogoslovske akademije, u uredništvu profesorskoga zbora Katoličkoga bogoslovnoga fakulteta, pod odgovornim uredništvom profesora Stjepana Bakšića, a od 1925. godine i profesora Andrije Živkovića. Godine 1939. preuzimaju uredništvo profesori Đuro Gračanin i Janko Oberški. Opseg se u to doba povećava na 6 svezaka po 5 araka godišnje. Nakon 1944. godine, u prvim desetljećima Jugoslavije, nastupa najduži prekid i najdublja kriza izdavanja Bogoslovske smotre. Godine 1963. stvaraju se uvjeti za ponovno izdavanje časopisa.

## Sadržaj
U stručnim radovima Bogoslovske smotre zastupane su u prvih trideset godina sve grane bogoslovske znanosti (apologetika, dogmatika, biblikum, moral, pastoral, crkveno pravo i povijest uz skolastičku filozofiju, tako da se razvoju moderne bogoslovske znanosti u Hrvata ne može govoriti bez osvrtanja na Bogoslovsku smotru kao na prvo i glavno hrvatsko bogoslovsko glasilo. Svoje su radove u njemu tiskali profesori fakulteta Franjo Bulić, Ivan Petar Bock, Pavao Butorac, Juraj Cenkić, Petar Grabić, Augustin (Ivo) Guberina, Dominik Mandić, Juraj Pavić, Svetozar Ritig, Andrija Spiletak, Franjo Šanc, Hijacint Bošković, Urban Talija, Miroslav Vanino, Antonin Zaninović (otac hrvatske muzikologije), Janko Šimrak, Jordan Kuničić, Stjepan Zimmermann, Matija Ivšić, Dragutin Kniewald, Kerubin Šegvić, Milan Ivšić, Adalbert Rebić, Janko Oberški, Vjekoslav Bajsić, Vilim Keilbach, Ante Kresina, Aldo Starić, Tomislav Šagi-Bunić, Ivan Škreblin, Josip Turčinović, Marijan Valković, Martin Josip Kirigin, Bono Zvonimir Šagi i drugi.
Suvremena Bogoslovska smotra prvenstveno je usmjerena na znanstvene radove s područja teoloških i srodnih znanosti, osobito filozofije, koje se bave općim i kršćanskim religijskim pitanjima, ali časopis je interdisciplinaran i otvoren i za sva ostala područja znanosti (pedagogiju, psihologiju, sociologiju, književnost, pravo, prirodne i tehničke znanosti).
Današnje uredništvo čine Stjepan Baloban, Tonči Matulić, Mario Cifrak, Ružica Razum, Nenad Malović i Andrea Filić.  U znanstvenom vijeću danas su Nediljko Ante Ančić, Stjepan Baloban, Ivan Bubalo, Rino Fisichella, Josip Grbac, Tomislav Ivančić, Ivan Koprek, Leopold Neuhold, Tonči Matulić, Salvador Pié-Ninot, Ivica Raguž, Adalbert Rebić, Ivan Marko Rupnik, Thomas Söding, Ciril Sorč, Željko Tanjić, Mato Zovkić, Valentin Zsifkovits i Siniša Zrinščak.

## Vanjske poveznice
Mrežna mjesta
- Bogoslovska smotra na portalu Hrčak
- Bibliografija Bogoslovske smotre 1910. - 1980., Hrčak
- Ivan Macut, Filozofske teme i filozofi u časopisu Bogoslovska smotra (Ephemerides Theologicae) u razdoblju od 1910. do 1944. godine  Arhivirana inačica izvorne stranice od 21. kolovoza 2021. (Wayback Machine), Prilozi za istraživanje hrvatske filozofske baštine 2/2015.
- Stotinu godina znanstvenoga teološkog časopisa "Bogoslovska smotra", IKA, 26. travnja 2010.